# Kunikellur, Lingsugur
Kunikellur là một làng thuộc tehsil Lingsugur, huyện Raichur, bang Karnataka, Ấn Độ.